# 官報接待
官報接待（かんぽうせったい）とは、官僚が報道関係者に対して、税金を使って接待を行うことである。

## 概要
記者クラブ制度の下で、官僚と記者は癒着している。官僚はアメとムチを使って、記者クラブをコントロールしている。その一例が官報接待である。
取材活動の一環として、会食を伴う記者懇談会が一般化しているが、取材対象である公的機関のトップ（大臣や首長など）や官僚が、記者クラブの記者と懇親会（忘年会・暑気払い・送別会など）を開く事が多い。公的機関側が主催であるので費用は主催者側の経費で賄われる。結果として記者は税金で飲食し、時には餞別の名目で現金を受け取っていた。
公的機関が税金で設置した記者室に麻雀部屋を設けるなどの実態が時々発覚する。

## 沿革
- 1995年 -「全国市民オンブズマン連絡会議」の調査によって、官報接待が発覚した。全国の地方自治体の食糧費のうち、29億円が官報接待に使われていた。
- 1996年 - 新聞労連新研究部が「官報接待に関する見解」を発表。
- 1997年 - 日本新聞協会が記者クラブを取材のための拠点と定義し直した。
- 2002年 - 内閣記者会における官報接待が発覚。内閣記者会の忘年会や新年会の経費、慰安旅行の餞別が官房機密費から支出されていた。
- 2005年 - 館林市で官報接待が発覚した。市長と報道各社による定例会見後の昼食代が公費から支出されていた。本件発覚後、昼食代の公費負担が廃止された。